# Lars Malm

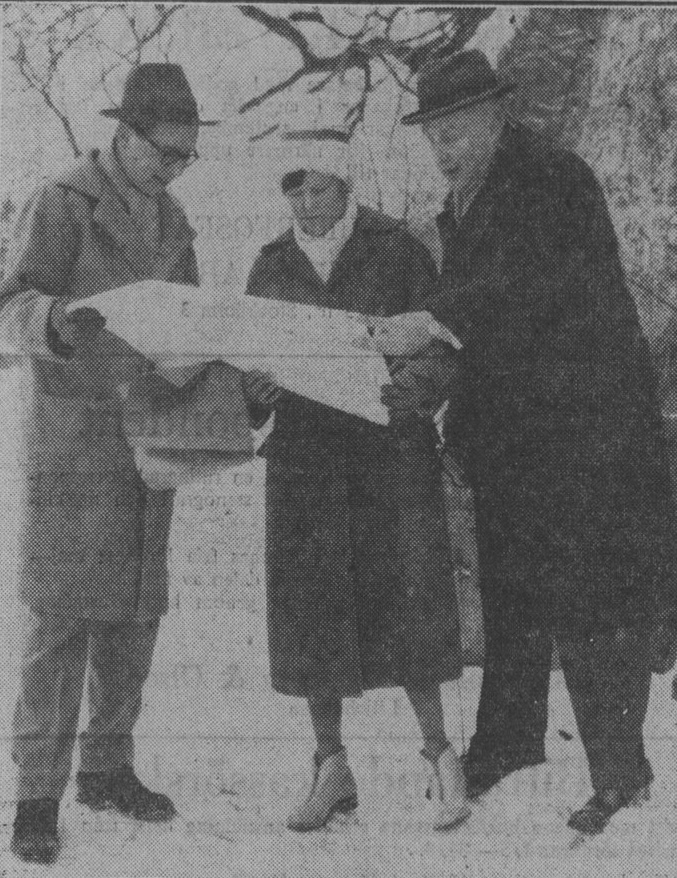
Lars Malm (t.v.) studerar tänkt bebyggelse i Farsta, 1961

Anders Lars Eric Malm, född 23 augusti 1919 i Lilla Malma församling, Södermanlands län, död 1 oktober 2016 i Farsta församling, Stockholms län, var en svensk arkitekt.
Malm, som var son till rektor Carl Isak Malm och Rut Hemberg, avlade studentexamen i Nyköping 1937 och utexaminerades från Kungliga Tekniska högskolan 1942. Han anställdes vid Lantbruksförbundets Byggnadsförening 1942, tjänstgjorde vid AB Vattenbyggnadsbyrån 1945–1947 och 1948–1952 och vid Byggnadsstyrelsen 1952–1954. Han bedrev konsulterande arkitektverksamhet tillsammans med arkitekt Lennart Uhlin från 1954 och var delägare i Uhlin & Malm Arkitektkontor AB från 1960. Han var assisterande lärare vid Kungliga Tekniska högskolan 1946–1947 och 1950–1953. Han företog studieresor till USA, Pakistan och till ett flertal länder i Europa. Lars Malm är gravsatt i minneslunden på Skogskyrkogården i Stockholm.

## Verk i urval
- Sandbäcksskolan i Katrineholm, 1959
- Söderskolan i Flen, 1960
- Centralskolan i Jokkmokk 1963
- Utbyggnadsplanen för Solvalla travbana och dess nya huvudrestaurang, 1960, tillsammans med Lennart Uhlin.
- Stentägtskolan i Söderhamn, 1963
- Domänverkets huvudkontor i Bergshamra, 1971 och i Falun, 1977, tillsammans med Georg Miskar.
- Njupkärrsskolan i Tyresö, 1970,
- Byggnader vid Gymnastikfolkhögskolan Lillsvedi Värmdö, 1987 och 1991, tillsammans med Julianna Farago.
- Idrottsinstitutet Bosön i Lidingö, 1972-1983.